# Linia kolejowa Weddel – Fallersleben
Weddeler Schleife – zelektryfikowana, jednotorowa linia kolejowa w kraju związkowym Dolna Saksonia, w Niemczech. Linia rozpoczyna się w Weddel w gminie Cremlingen i kończy się w Fallersleben, dzielnicy Wolfsburga. Linią kursują między innymi pociągi Intercity-Express, które zatrzymują się w Brunszwiku.